# Werner Klatt (Agrarökonom)
Werner Ulrich Klatt (geboren 22. Mai 1904 in Berlin; gestorben 21. Januar 1987 in London) war ein deutsch-britischer Agrarökonom.

## Leben
Werner Klatt war ein Sohn des Lehrers Willibald Klatt (1869–1944) und der Gewerkschafterin Lucia Loch (1881–1943), er hatte eine Schwester.
Klatt absolvierte eine landwirtschaftliche Lehre und studierte von 1925 bis 1928 Agrarwissenschaften an der Landwirtschaftlichen Hochschule Berlin. Er wurde 1930 mit der Dissertation Die Milchversorgung Groß-Hamburgs bei Friedrich Aereboe und Karl Brandt promoviert. Er arbeitete danach als Landwirtschaftsexperte in einem Unternehmen der IG Farben. Daneben war er Lehrer im Landwerk Neuendorf, in dem jüdische Jugendliche auf die Alija vorbereitet wurden.
Klatt war SPD- und Gewerkschaftsmitglied und schloss sich der Gruppe Neu Beginnen an.
Nach der Machtübergabe an die Nationalsozialisten 1933 war er illegal politisch tätig. Klatt heiratete 1935 Grete Buchholz (1902–), die bis 1933 Sekretärin von Karl Brandt gewesen war, sie war ebenfalls Mitglied in der Gruppe Neu Beginnen.
Beide emigrierten Anfang 1939 in die Schweiz und im Mai des Jahres nach Großbritannien. 1940 wurden beide für eine Zeit als Enemy Alien interniert. Klatt arbeitete nach seiner Freilassung für das Political Intelligence Department des Foreign Office. Er erhielt die britische Staatsangehörigkeit und wurde 1946 ziviler Direktor des Control Office der Food and Agriculture section in der britischen Control Commission for Germany. Von 1951 bis zu seinem Ruhestand 1966 arbeitete er als Berater im Außenministerium. Er war Mitglied der Labour Party.
Klatt beriet daneben das Internationale Arbeitsamt (IAO) und die FAO der Vereinten Nationen. Er wurde Mitglied des Royal Institute of International Affairs (Chatham House) und war Fellow des St Antony’s College in Oxford.
Klatt erhielt 1967 ein Rockefeller-Stipendium für weitere Studien zur Wirtschaftsentwicklung Asiens und insbesondere Chinas. Ausgehend davon, dass die Masse der Bevölkerung in Landwirtschaft arbeitet, forderte er für die weitere Entwicklung eine Landreform.

## Schriften (Auswahl)
- Die Milchversorgung Groß-Hamburgs. Dessau, 1930, S. 681–790; 4. Hochschulschrift Berlin, LaH., Diss.
- Die Verwertung der deutschen Rebernten. Berlin, 1932
- Food and Farming in Germany: I. Food and Nutrition’. Royal Institute of International Affairs. London, HMSO, 1950
- The World Sugar Economy. Copenhagen: International Union of Food and Drink Workers' Associations, 1954
- Vom Bauernland zum Industriestaat: Maos kommunistische Lösung. Hamburger Jahrbuch für Wirtschafts- und Gesellschaftspolitik. 5. 1960, S. 206–216
- Die Entwicklungshilfe in der Auseinandersetzung zwischen Ost und West, in: Erik Boettcher: Ostblock EWG und Entwicklungsländer. Stuttgart: Kohlhammer, 1964, S. 145–166
- (Hrsg.): The Chinese model : a political, economic and social survey. Hong Kong: Hong Kong Univ. Press, 1965
- Konfliktherd Bodenbesitz: Grüne und rote Asien-Revolution, in: China-Analysen, 1972, S. 42–55
- China's national accounts: as seen by western analysts. Köln: Bundesinst. für Ostwissenschaftl. u. Internat. Studien, 1978